# Ingrid Guimarães
Ingrid da Silva Guimarães, född 5 juli 1972 i Goiânia i Brasilien, är en brasiliansk skådespelare.